# Бурлинка
Бурлинка — село в Бурлинском районе Алтайского края России. Входит в состав Партизанского сельсовета.

## История
Основано в 1908 году. В 1928 г. посёлок Бурлинский состоял из 99 хозяйств. Являлся административным центром Бурлинского сельсовета Славгородского района Славгородского округа Сибирского края. Была организована сельскохозяйственная артель «Червоная хвиля» («Красная волна»). С 1950 г. являлось отделением укрупненного колхоза «Победа». В 1957 г. стало отделением совхоза «Бурлинский».

## Население
В 1928 году проживало 488 человек (244 мужчины и 244 женщины). Преобладающее население: украинцы.
| 1997 | 1998 | 1999 | 2000 | 2001 | 2002 | 2003 |
| ---- | ---- | ---- | ---- | ---- | ---- | ---- |
| 168  | ↘157 | ↗159 | ↗168 | ↘166 | ↘162 | ↘148 |
| 2004 | 2005 | 2006 | 2007 | 2008 | 2009 | 2010 |
| ↘146 | ↘126 | ↘104 | ↘83  | ↘70  | ↘54  | ↗65  |
| 2011 |      |      |      |      |      |      |
| ↘41  |      |      |      |      |      |      |